# Calonotos craneae
Calonotos craneae är en fjärilsart som beskrevs av Fleming 1957. Calonotos craneae ingår i släktet Calonotos och familjen björnspinnare. Inga underarter finns listade i Catalogue of Life.